# Chapadão do Céu
Chapadão do Céu is een gemeente in de Braziliaanse deelstaat Goiás. De gemeente telt 5.863 inwoners (schatting 2009). De plaats ligt bij de rivier de Rio Formoso.

## Verkeer en vervoer
De plaats ligt aan de radiale snelweg BR-060 tussen Brasilia en Bela Vista. Daarnaast ligt ze aan de wegen GO-050 en GO-206.